# Ágost Zichy

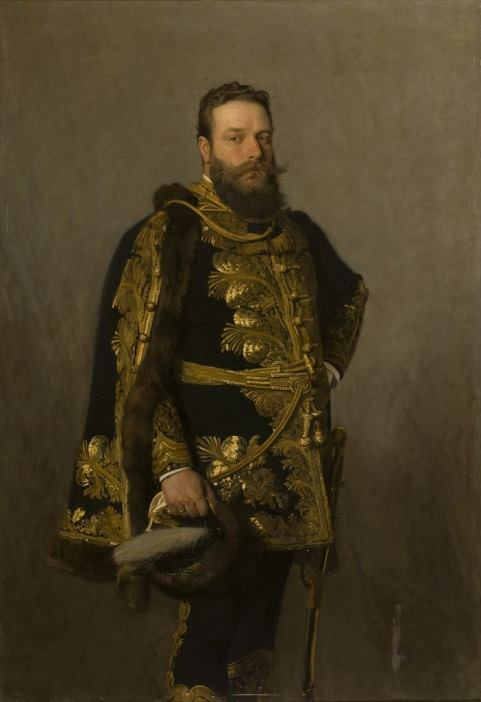
Ágost Zichy

Ágost (August) Graf Zichy von Zich und Vásonkeő (* 14. Juni 1852 in Penzing bei Wien; † 4. Oktober 1925 in Wien) war ein ungarischer Reisender, Politiker und Gouverneur von Fiume.

## Leben
József Zichy wurde 1841 in Penzing (heute Teil von Wien) als Sohn des Tarnackmeisters Franz Zichy und Maria Clara Demblin geboren. Nach seinem Jurastudium und Doktorat in Wien und Budapest unternahm er mit seinem älteren Bruder József Zichy zwischen 1875 und 1877 lange Reisen nach Asien und Amerika, unter anderem nach Niederländisch-Indien, Britisch-Ceylon, Japan und China. 1879 wurde er für den Wahlkreis Szempc im Komitat Pressburg Reichstagsabgeordneter. Von 1883 bis 1892 war er Gouverneur der an der Adria gelegenen Stadt Fiume mit Gebiet und wurde von Amts wegen Mitglied des Magnatenhauses.